# Пенковская, Алина
Алина Барбара Пенковская (пол. Alina Barbara Pienkowska; 12 января 1952, Гданьск — 17 октября 2002, Гданьск) — польская медсестра, диссидентка, профсоюзный и политический деятель. Участница гданьской забастовки августа 1980 года, активистка движения «Солидарность», руководитель профсоюзного отдела здравоохранения. В 1991—1993 — сенатор от либеральных партий. Жена Богдана Борусевича.

## Медсестра в августе
Родилась в семье рабочего Гданьской судоверфи имени Ленина, участника протестов 1970/1971 годов. Работала медсестрой на верфи. Активно участвовала в создании деятельности Свободных профсоюзов Побережья. Писала в нелегальном профсоюзном бюллетене Robotnik Wybrzeża статьи о травматизме на предприятии.
14 августа 1980 года на Гданьской судоверфи началась забастовка протеста в поддержку уволенных Анны Валентынович и Леха Валенсы. Администрация блокировала все линии связи, за исключением телефона в клинике. Алина Пенковская организовала с этого номера контакт забастовщиков с внешним миром (первый звонок был сделан Яцеку Куроню). Участвовала в выработке 21 требования, которые легли в основу Гданьских соглашений Межзаводского забастовочного комитета с правительством ПНР, и в переговорах лидеров забастовки с делегацией вице-премьера ПНР Мечислава Ягельского. Настояла на включении пункта 16: «Улучшение условий труда в сфере здравоохранения для обеспечения качественной медицинской помощи».

## «Спасение забастовки»
16 августа 1980 года, в день создания забастовочного комитета, Лех Валенса, ставший его председателем, объявил об окончании забастовки. Радикальные активисты — Анджей Гвязда, Иоанна Гвязда, Анна Валентынович, Хенрика Кшивонос, Алина Пенковская, Богдан Лис, Марыля Плоньская — выступали за продолжение протестов. Пенковская выступила перед рабочими с призывом оставаться на верфи и продолжать оккупационную забастовку, пока власти не выполнят требований всех бастующих предприятий. Действия Алины Пенковской впоследствии были названы спасением забастовки.
Это привело к серьёзному конфликту с Валенсой. Пенковская обвинила Валенсу в измене. Однако на неё оказал влияние Куронь, склонив к более сдержанной позиции. Куронь и Валенса считали, что продолжение конфронтации рабочих с властями грозит повторением декабрьских событий 1970 года и даже советской интервенцией.

## Медик «Солидарности»
Алина Пенковская была активисткой «Солидарности», возглавляла в Гданьске профсоюзный отдел здравоохранения и систему пунктов медицинской помощи, организованную «Солидарностью». Участвовала в переговорах с властями по вопросам здравоохранения.
В период военного положения была интернирована, затем участвовала в подпольных структурах профсоюза. В декабре 1984 года вышла замуж за Богдана Борусевича. От брака имела двоих детей, сына Себастьяна и дочь Кингу.

## Сенатор с верфи
После смены общественно-политического строя в начале 1990-х годов Алина Пенковская вместе с мужем вступила в либеральные партии Демократическая уния и Уния Свободы Тадеуша Мазовецкого. В 1991 была избрана в сенат Польши. В 1998—2002 годах — депутат городского совета Гданьска. Активно участвовала в городской политике, особенное внимание уделяла медицинскому обеспечению Гданьской судоверфи.

Алина Пенковская была глубоко убеждена, что раз уж она сама с верфи, то ей надо до конца держаться этой верфи. Быть там и медсестрой, и профсоюзным активистом, и сенатором.

Збигнев Буяк

Лех Валенса говорил, что пример Алины Пенковской заставил его изменить прежний скептический взгляд на возможности женщин в политике.

## Память
Алина Пенковская скончалась в возрасте 50 лет.
3 мая 2006 года Алина Пенковская посмертно награждена орденом Возрождения Польши. Является почётным гражданином Гданьска.
В 2003 году об Алине Пенковской снят документальный фильм История одной жизни. Образ Алины Пенковский отразился в персонажах фильмов Человек из железа (режиссёр Анджей Вайда) и Забастовка (режиссёр Фолькер Шлёндорф).